# Centro Federal de Detención Houston

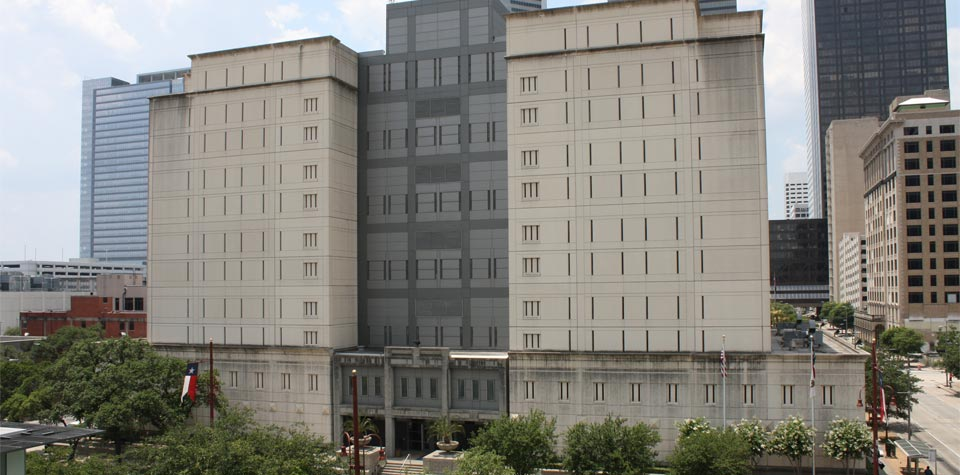
FDC Houston

El Centro Federal de Detención Houston (Federal Detention Center, Houston) es una cárcel federal en Downtown Houston, Texas, cerca de Minute Maid Park. Es una parte de la Agencia Federal de Prisiones (BOP).
La prisión se abrió en el octubre de 1999. Tiene capacidad para 1.118 prisioneros y fue construido por $35 millones de dólares. Sirve a personas en espera de juicio en el Distrito Sur de Texas.